# Royal Football Club Raeren-Eynatten
Maillots
Dernière mise à jour : 13 mai 2025.
Le Royal Football Club Raeren-Eynatten est un club de football belge situé à Raeren au nord-est de la province de Liège et en Communauté germanophone de Belgique. Il porte le matricule 431 et ses couleurs sont le jaune et le noir.

## Histoire
Ce club résulte de la fusion, prenant cours le 1er juillet 2016, entre deux entités de localités voisines, Raeren et Eynatten. D'une part, le R. FC Raeren 1912 porteur du matricule 431 (fondé en 1912 et affilié à l'URBSFA en 1924) et d'autre part, le Rot-Weiss Eynatten, porteur du matricule 8278 (fondé en 1974 et affilié à l'URBSFA en 1975). Il quitte pour la première fois les séries provinciales en étant champion de la 1re provinciale liégeoise en 2019 et évolue en Division 3 Amateur (cinquième niveau national) lors de la saison 2019-2020. 
Après avoir raté de peu la montée face à leurs voisins de La Calamine en 2023, le club se hisse au niveau supérieur dès la saison suivante et joue en quatrième niveau national depuis la saison 2024-2025, le plus haut niveau qu'il ait atteint.

## Résultats dans les divisions nationales
Statistiques mises à jour le 13 mai 2025 (terme de la saison 2024-2025)

### Bilan
| Niv | Divisions     | Jouées | Titres | TM Up | TM Down |
| --- | ------------- | ------ | ------ | ----- | ------- |
| I   | 1re nationale | 0      | 0      |       |         |
| II  | 2e nationale  | 0      | 0      |       |         |
| III | 3e nationale  | 0      | 0      |       |         |
| IV  | 4e nationale  | 1      | 0      |       |         |
| V   | 5e nationale  | 5      | 0      | 1     |         |
|     |               |        |        |       |         |
|     | TOTAUX        | 6      | 0      | 1     | 0       |

- TM Up : test-match pour départager des égalités, ou toutes formes de Barrages ou de Tour final pour une montée éventuelle.
- TM Down : test-match pour départager des égalités, ou toutes formes de Barrages ou de Tour final pour le maintien.

### Classements saison par saison
| Ordre | Saison  | Nom du club          | Niveau                          | Classement final | Remarques                            |
| ----- | ------- | -------------------- | ------------------------------- | ---------------- | ------------------------------------ |
| 1     | 2019-20 | R FC Raeren-Eynatten | Division 3 Amateur ACFF série B | .../16           |                                      |
| 2     | 2020-21 | R FC Raeren-Eynatten | Division 3 ACFF série B         | n/a              | saison annulée en raison du Covid-19 |
| 3     | 2021-22 | R FC Raeren-Eynatten | Division 3 ACFF série B         | 3e/16            |                                      |
| 4     | 2022-23 | R FC Raeren-Eynatten | Division 3 ACFF série B         | 2e/16            |                                      |
| 5     | 2023-24 | R FC Raeren-Eynatten | Division 3 ACFF série B         | 2e/16            | Promu!                               |
| 6     | 2024-25 | R FC Raeren-Eynatten | Division 2 ACFF                 | 6e/18            |                                      |

### Sources et liens externes
- (nl) « Fiche de l'équipe », sur Belgian Soccer Database
- Site officiel du club